# Руссе (Верхние Альпы)
Руссе́ (фр. Rousset, окс. Rosset) — коммуна во Франции, находится в регионе Прованс — Альпы — Лазурный Берег. Департамент коммуны — Верхние Альпы. Входит в состав кантона Шорж. Округ коммуны — Гап.
Код INSEE коммуны — 05127.

## Население
Население коммуны на 2008 год составляло 172 человека.
| 1962 | 1968 | 1975 | 1982 | 1990 | 1999 | 2008 |
| ---- | ---- | ---- | ---- | ---- | ---- | ---- |
| 73   | 174  | 156  | 127  | 172  | 176  | 172  |

## Экономика
В 2007 году среди 96 человек в трудоспособном возрасте (15—64 лет) 69 были экономически активными, 27 — неактивными (показатель активности — 71,9 %, в 1999 году было 64,6 %). Из 69 активных работали 63 человека (31 мужчина и 32 женщины), безработных было 6 (5 мужчин и 1 женщина). Среди 27 неактивных 7 человек были учениками или студентами, 12 — пенсионерами, 8 были неактивными по другим причинам.

## Фотогалерея
- Улица в Руссе
- Крест
- Церковь
- Ораторий